# Château de Montvillers
Le château de Montvillers est un château français de style néoclassique situé dans la commune de Bazeilles dans le département des Ardennes et la région Grand Est.
Il a été construit en 1770 pour Jean Abraham André Poupart de Neuflize, drapier à Sedan par l'architecte du Roi Claude Jean-Baptiste Jallier de Savault, élève de Jacques-Germain Soufflot et collaborateur d'Ange-Jacques Gabriel, Premier architecte du Roi.

## Historique
Jean Abraham André Poupart de Neuflize (1714-1793), l'un des principaux manufacturiers de drap à Sedan, achète le site, sur lequel devait se trouver anciennement un hameau, aujourd'hui disparu, dénommé Montvillers, à Charles Chardon en 1764. Une platinerie – c'est-à-dire une usine de transformation de métaux – s'y trouve, sans doute depuis la fin du XVIIe siècle. Poupart la transforme en foulerie, autrement dit un atelier où l'on foule les draps, dont les machines sont mues par une dérivation de la Givonne. Il est anobli par lettres patentes de Louis XV en avril 1769.
En 1770, Poupart se fait construire un château à proximité immédiate de la foulerie. On suppose que Claude Jean-Baptiste Jallier de Savault en est l'architecte. Le château coûte plus de 200 000 livres à Jean Abraham Poupart qui l'utilise comme résidence de campagne et lieu de réception. Le marquis de La Fayette, alors jeune officier en garnison à Metz, y aurait été reçu vers 1777.

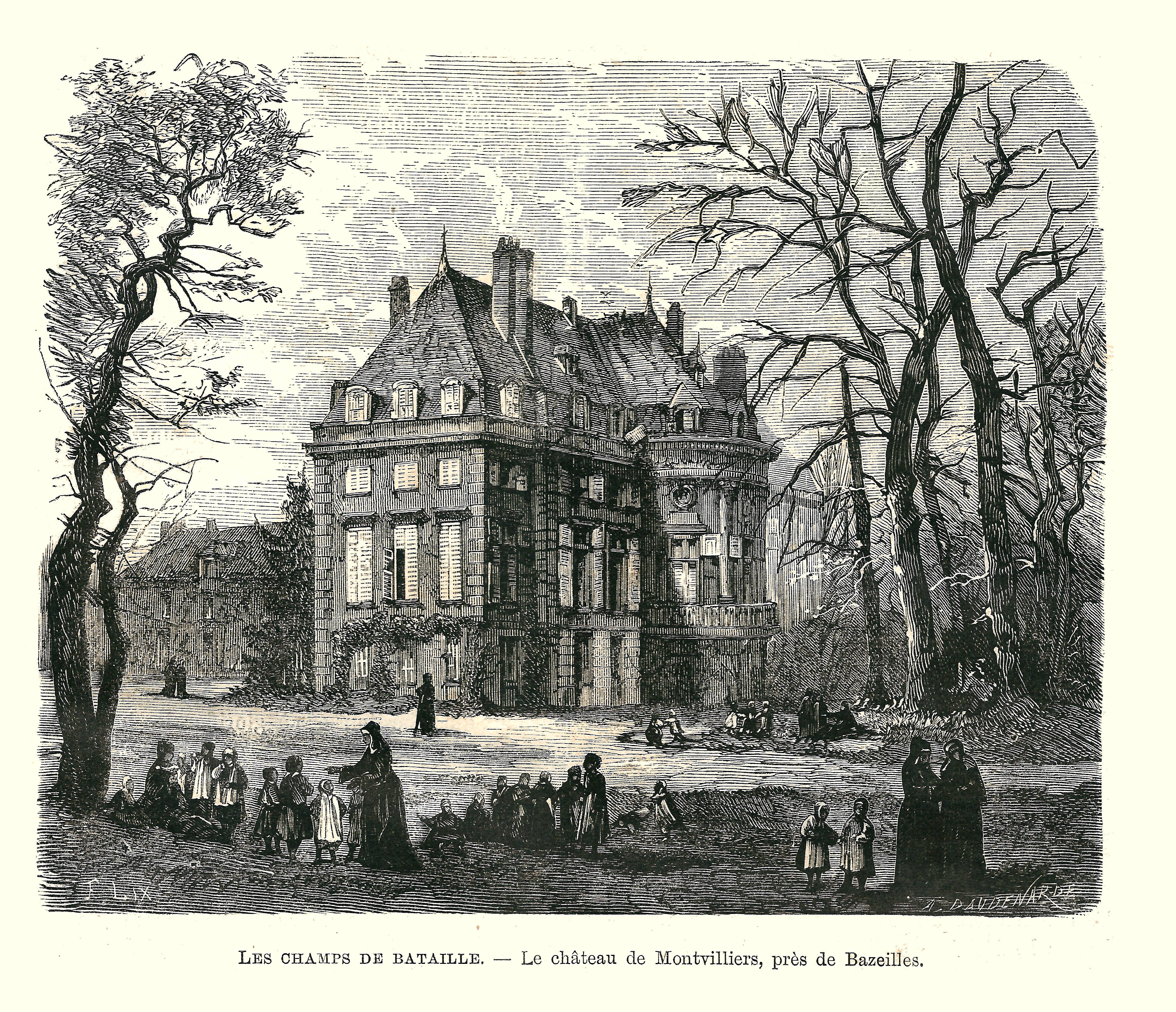
Gravure représentant le château de Montvilliers.

Après Jean Abraham André Poupart, le domaine passe à son fils aîné, Jean Abraham André I (1752-1814), qui est fait baron de l'Empire par lettres patentes du 13 juin 1810. Le titre sera confirmé au profit de son fils Jean Abraham André II, maire de Sedan, les 30 novembre 1816 et 4 mars 1817.
En 1826, Eugène I Schneider, alors âgé de vingt-et-un ans, vient diriger les forges de Bazeilles. Il est reçu dans la famille Poupart et épouse en 1837 une petite-fille du constructeur du château, Constance Lemoine des Mares. La propriété entre alors dans la famille Schneider.
Pendant la guerre de 1870, elle est le théâtre d'importants combats. Le critique dramatique Charles de Matharel de Fiennes, propriétaire depuis 1848, met le château à disposition d'une congrégation religieuse, qui le transforme en école et en salle d'asile. En 1942, la famille de Terbecq, propriétaire du château, en fait donation aux Orphelins apprentis d'Auteuil qui y installent un orphelinat jusqu'en 1973. 
Le site est acheté en 1986 par le département des Ardennes qui crée un lycée hôtelier sur une partie du domaine. La partie comprenant le château et ses dépendances est rachetée en 1999 pour 3 millions de francs (457 000 euros) par le Club Sportif Sedan Ardennes (CSSA) qui fait rénover les bâtiments et y installe ses bureaux et son centre d'entraînement.
En juillet 2004, le château est ravagé par un incendie. Le sinistre a dévasté la majeure partie des quatre étages du bâtiment, qui abritait les services gestion-marketing, la cellule administrative du CSSA et un restaurant gastronomique.

## Architecture

### Le château

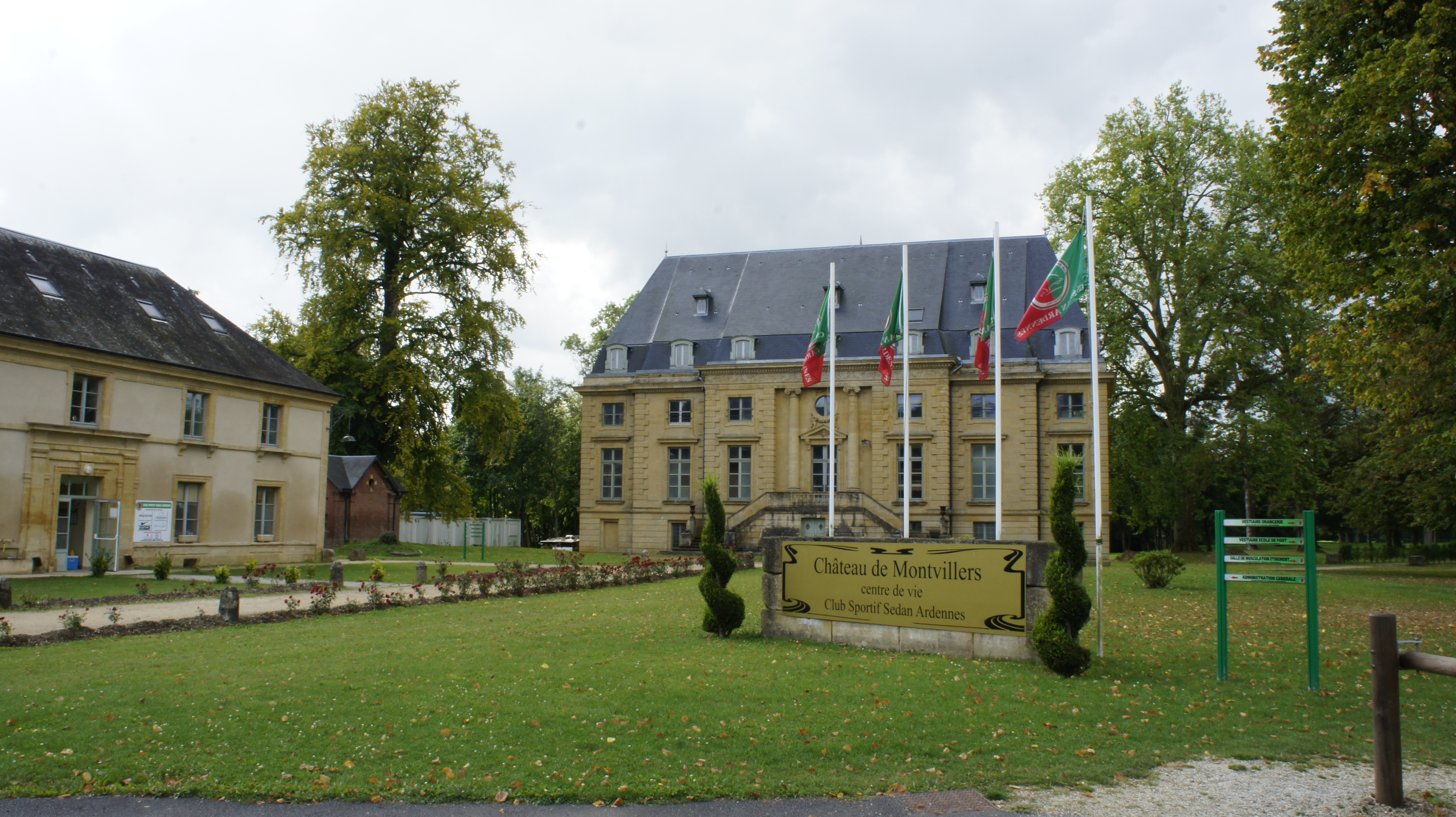

Le château est entièrement bâti en pierre de taille, venue des Vosges. À l'origine, il était surmonté d'un toit à l'italienne entouré d'une balustrade, plus en accord avec les façades néoclassiques que la haute toiture en ardoise, à brisis et terrasson, abritant deux étages ouverts par des lucarnes, qui le coiffe aujourd'hui.
Au nord, le rez-de-chaussée surélevé est desservi par un perron à deux volées d'escalier. La porte d'entrée, surmontée d’un fronton triangulaire, s’ouvre dans une embrasure cantonnée de colonnes engagées d'ordre ionique embrassant deux niveaux. 
Au sud, du côté parc, la rotonde du grand salon de forme circulaire, qui marque le centre de la composition, se reflète dans la pièce d'eau alimentée par la Givonne. L'entablement de la rotonde est supporté par des colonnes engagées d'ordre ionique identiques à celles de la façade d'entrée. Les trois baies rectangulaires sont surmontées chacune d’un oculus.
Tout autour du château court une corniche à modillons sous laquelle se déroule, autour de la rotonde et le long de l'avant-corps central en léger ressaut de la façade d'entrée, une frise portant des emblèmes maçonniques – des sphinx, un niveau, une équerre, des compas – écho à l'appartenance possible de Poupart de Neuflize à la franc-maçonnerie.
Selon Michel Gallet, c'est « l'un des plus beaux châteaux de style Louis XVI [...] il faut reconnaître ici, fixé dans la pierre des Vosges, l'écho des somptueux dessins présentés au concours de 1758 : « un pavillon au bord d'une rivière ». »
Pour Jean-Lucien Guenoun, « la composition est à la fois caractéristique des compositions de l'époque par sa rotonde en avant-corps côté parc et sa couverture (primitivement à l'italienne, derrière balustrade), et très originale par la multiplication des ressauts d'avant-corps et le décor de la frise (des sphinx, auxquels se mêlent équerres et niveaux qui rappelleraient l'appartenance de Poupart à la franc-maçonnerie). »

### La foulerie
Le bâtiment de la foulerie a été construit en partie autour du canal d’amenée aujourd'hui disparu selon un plan en U. Il est construit en moellons enduits avec chaînages et encadrements en pierre de taille. 
Haut d’un étage plus un étage de comble, ses baies sont traitées différemment suivant les côtés. Les ouvertures de la face sud sont conçues pour faciliter la circulation : le rez-de-chaussée présente de larges portes en arc segmentaire et les combles des lucarnes avec croupe débordante ; les encadrements appareillés y sont traités en bossage. 
Côté est, les fenêtres rectangulaires présentent des chambranles moulurés à crossette, et à l’étage des tablettes sur console en agrémentent l’appui. Ce côté est ouvert en son centre d’un large portail à pilastres et entablement.
Selon Jean-Lucien Guenoun, « c'est un des rares exemples de foulerie conservés. »

### L'orangerie
L'orangerie en rez-de-chaussée, située à l'ouest du château, est construite entièrement en pierre de taille, comme le château. De larges portes en plein cintre alternent avec des fenêtres rectangulaires. La toiture à longs pans et croupe est à couverture d’ardoise.

### Sources
- Michel Gallet, Les architectes parisiens du XVIIIe siècle, Paris, Éditions Mengès, 1995  (ISBN 2856203701)
- Jean-Marie Pérouse de Montclos (dir.), Le Guide du patrimoine. Champagne Ardenne, Paris, Hachette, 1995  (ISBN 2-01-0209877)
- Notice de l'inventaire, Inventaire du patrimoine industriel du département des Ardennes (consultée le 28 décembre 2009)
- Notice no IA08000327, sur la plateforme ouverte du patrimoine, base Mérimée, ministère français de la Culture